# Günther Schwägermann
Günther August Wilhelm Schwägermann, född 24 juli 1915 i Uelzen, var en tysk SS-Hauptsturmführer. Han var Joseph Goebbels adjutant.

## Biografi
Schwägermann blev medlem av Leibstandarte-SS Adolf Hitler i april 1937. Mellan 1938 och 1939 var han inskriven vid officersskolan i Bad Tölz. Under andra världskriget stred han i 4. SS-Polizei-Division i Frankrike och i Sovjetunionen. Efter att ha sårats på östfronten blev han Joseph Goebbels adjutant i slutet av 1941.

### Berlin 1945
I januari 1945 flyttade Adolf Hitler in i bunkern under Rikskansliet i Berlin. Han följdes så småningom av Joseph och Magda Goebbels och deras sex barn. På eftermiddagen den 30 april begick Hitler självmord tillsammans med sin nyblivna hustru Eva Braun. Dagen därpå, den 1 maj, förgiftade paret Goebbels sina barn. Strax efter klockan 20:00 gick paret Goebbels upp ur bunkern till Rikskansliets trädgård. Joseph Goebbels bad då Schwägermann att bränna familjen efter döden. Vad som sedan hände har inte blivit helt klarlagt. Det existerar olika redogörelser för deras död. Enligt en skildring sköt Goebbels först sin hustru och därefter sig själv; enligt en annan sköt Goebbels sig och hans hustru tog gift. Enligt en tredje redogörelse hade Goebbels bett Schwägermann att ge dem nådaskott efter att de båda hade tagit gift. Då Schwägermann, som kände Goebbels väl, inte hade förmått sig att göra detta, sköts de av Goebbels kammartjänare, Oberscharführer Günther Ochs. När paret Goebbels var döda, hällde Schwägermann, Ochs och Goebbels chaufför, Hauptsturmführer Alfred Rach, bensin över liken och antände dem.
Schwägermann flydde från bunkern senare samma dag och tog sig ut ur Berlin. I slutet av juni 1945 greps han av amerikanska trupper och hölls internerad till den 24 april 1947. Under denna tid förhördes han av bland andra Michael A. Musmanno.